# Clive Anderson
Clive Anderson (Middlesex, 10 de dezembro de 1952) é um apresentador de televisão e radialista britânico. Vencedor de um Comedy Award em 1991, Anderson começou sua carreira profissional escrevendo roteiros de comédia enquanto estudava direito, antes de estrelar no game show Whose Line Is It Anyway? na BBC Radio 4, e mais tarde no Channel 4.